# La trayectoria
La trayectoria es el primer álbum en directo interpretado por la cantante mexicana Gloria Trevi. Editado inicialmente por el sello Univision Records el 5 de junio de 2006 en México; en Estados Unidos el 13 de junio del mismo año; en Centro y Sudamérica fue publicado en distintas fechas por Universal Music; y finalmente, en España, Italia, Portugal, Rumania, Croacia y Bélgica donde se editó bajo el sello Big Moon Records el 26 de febrero de 2007. A sus dos meses de lanzamiento, la Asociación Mexicana de Productores de Fonogramas de México (AMPROFON) certificó el álbum como disco de oro por haber vendido más de 50.000 unidades. En Estados Unidos alcanzó el #14 en la lista Billboard Latin Pop Albums, en la cual permaneció por 17 semanas e igualmente fue certificado disco de oro en este país.

## Información del álbum
Después de la asociación de su discográfica BMG con Sony Music Entertainment, Gloria determinó cambiar de disquera y unirse a Univision Music Group, empresa con la cual publicó su primera antología de éxitos en vivo titulada La Trayectoria. 
La edición estándar es un paquete audiovisual que comprende de un combo -CD y DVD- con una recopilación de sus mejores temas interpretados durante la gira Trevolución 2005. El material fue grabado durante sus dos primeros conciertos que marcaron su reaparición a los escenarios tras nueve años de ausencia y en los que se reencontró con su público: el 4 de marzo en la Arena Monterrey, Nuevo León; y el 12 de marzo de 2005 en el Palacio de los Deportes de la Ciudad de México. 
La selección de los temas en directo -tales como Pelo Suelto, La Papa sin Catsup y En Medio de la Tempestad- se estableció de acuerdo a la autorización concedida de su antiguo sello BMG; por lo que no se encuentra el repertorio íntegro de los conciertos efectuados durante la gira. El CD introduce cinco temas inéditos grabados en estudio, los mismos que fueron escritos por Trevi y producidos por Armando Ávila, Carlos Lara, Manuel Herrera y George Prajin; el resultado es una diversidad de estilos musicales como son el dance/pop, cumbia, balada y ranchera.
En Argentina, La Trayectoria recibió su lanzamiento medio año después únicamente en edición de disco compacto, con el mismo contenido del resto de las ediciones, pero sin incluir el DVD de la gira. 
La edición para países europeos como España, Italia, Portugal, Rumania, Croacia y Bélgica se editó bajo el nombre de "Todos me miran" bajo el sello Big Moon Records con una portada diferente y solo incluye el CD de audio.

## Promoción y recepción
El primer sencillo, Todos me Miran, se convirtió en un fenómeno en México, Estados Unidos, Latinoamérica y ciertos países de Europa. Inspirado en el clásico de la música disco I Will Survive de Gloria Gaynor, marcó su regreso definitivo a la escena musical y le concedió el reconocimiento por parte de la comunidad gay. El video promocional de la canción, se filmó en una discoteca del sur de la Ciudad de México el 11 de junio de 2006. Bajo la dirección de Paco Guerrero, la cantante y su equipo permanecieron más de dieciséis horas trabajando en el proyecto en el cual participaron sus amigos y fanáticos travestís para personificar junto a Trevi como sus exóticos bailarines. El videoclip debutó en el programa "Primer Acto" el 27 de junio del mismo año. La canción se colocó en los primeros lugares en las radiodifusoras mexicanas y alcanzó el puesto 18 en la lista Billboard Latin Pop Airplay, en donde se mantuvo por 10 semanas.
La difusión del álbum se mantuvo con los sencillos Estrella de la Mañana y Sufran con lo que yo gozo -en colaboración con Celso Piña- en una nueva versión vallenato a pesar de que el corte original es de estilo cumbia norteña. Igualmente, la ranchera El Ingrato se mantuvo de mayor demanda durante meses en las radioemisoras del país. El DVD del concierto fue reeditado por separado en marzo de 2007 bajo el nombre de Más allá de la Trayectoria.
A principios de 2006, la artista se alió con Club Papi y Granada Entertainment para cubrir la gira La Trayectoria (también llamada Gay Club tour), en promoción por las discotecas gay más prestigiadas de los Estados Unidos en donde regresó en octubre por segunda ocasión con itinerario en Houston, San Antonio, Chicago, San Francisco, Los Ángeles y San Diego. Todavía incluyó diferentes localidades de México en donde consumó la gira el 3 de noviembre de 2006 en el Vive Cuervo Salón (antes Salón 21) de la Ciudad de México.

## Lista de canciones
| CD Audio |                                      |                           |          |  |
| N.º      | Título                               | Escritor(es)              | Duración |  |
| 1.       | « Dr. Psiquiatra (En Vivo)»          | Gloria Treviño            | 3:38     |  |
| 2.       | «La Pasabas Bien Conmigo (En Vivo)»  | Oscar Mancilla            | 1:30     |  |
| 3.       | «Zapatos Viejos (En Vivo)»           | Mancilla                  | 7:36     |  |
| 4.       | «¿Qué Voy A Hacer Sin Él? (En Vivo)» | Treviño                   | 3:36     |  |
| 5.       | «Si Me Llevas Contigo (En Vivo)»     | Treviño                   | 3:29     |  |
| 6.       | «Me Siento Tan Sola (En Vivo)»       | Treviño                   | 3:29     |  |
| 7.       | «Hoy Me Iré De Casa (En Vivo)»       | Treviño                   | 4:28     |  |
| 8.       | «El Recuento De Los Daños (En Vivo)» | Treviño                   | 3:57     |  |
| 9.       | «A La Madre (En Vivo)»               | Mary Morín, Armando Arcos | 1:26     |  |
| 10.      | «Nieve De Mamey (En Vivo)»           | Treviño                   | 2:50     |  |
| 11.      | «Los Borregos (En Vivo)»             | Treviño                   | 2:26     |  |
| 12.      | «En Medio De La Tempestad (En Vivo)» | Treviño                   | 3:51     |  |
| 13.      | «Pelo Suelto (En Vivo)»              | Morín                     | 7:34     |  |
| 14.      | «La Papa Sin Cátsup (En Vivo)»       | César Lazcano             | 4:33     |  |
| 15.      | «Todos Me Miran»                     | Treviño                   | 3:24     |  |
| 16.      | «Sufran Con Lo Que Yo Gozo»          | Treviño                   | 3:17     |  |
| 17.      | «El Secreto»                         | Treviño                   | 3:22     |  |
| 18.      | «Estrella De La Mañana»              | Treviño                   | 3:32     |  |
| 19.      | «El Ingrato»                         | Treviño                   | 2:59     |  |

## Certificaciones
| País           | Organismo certificador | Certificación | Ventas certificadas | Ref.  |
| -------------- | ---------------------- | ------------- | ------------------- | ----- |
| Estados Unidos | RIAA                   | Oro (latín)   | 50 000              | [ 1 ] |
| México         | AMPROFON               | Oro           | 50 000              | [ 2 ] |

## Videos
- Estrella de la mañana
- Todos me miran
- Sufran con lo que yo gozo